# کابینه کومارا
کابینه کومارا (انگلیسی: Kabiné Komara؛ زادهٔ ۸ مارس ۱۹۵۰) یک سیاست‌مدار اهل گینه است.